# Xã Shirley, Quận Huntingdon, Pennsylvania
Xã Shirley (tiếng Anh: Shirley Township) là một xã thuộc quận Huntingdon, tiểu bang Pennsylvania, Hoa Kỳ. Năm 2010, dân số của xã này là 2.524 người.